# 日本橋野村大廈

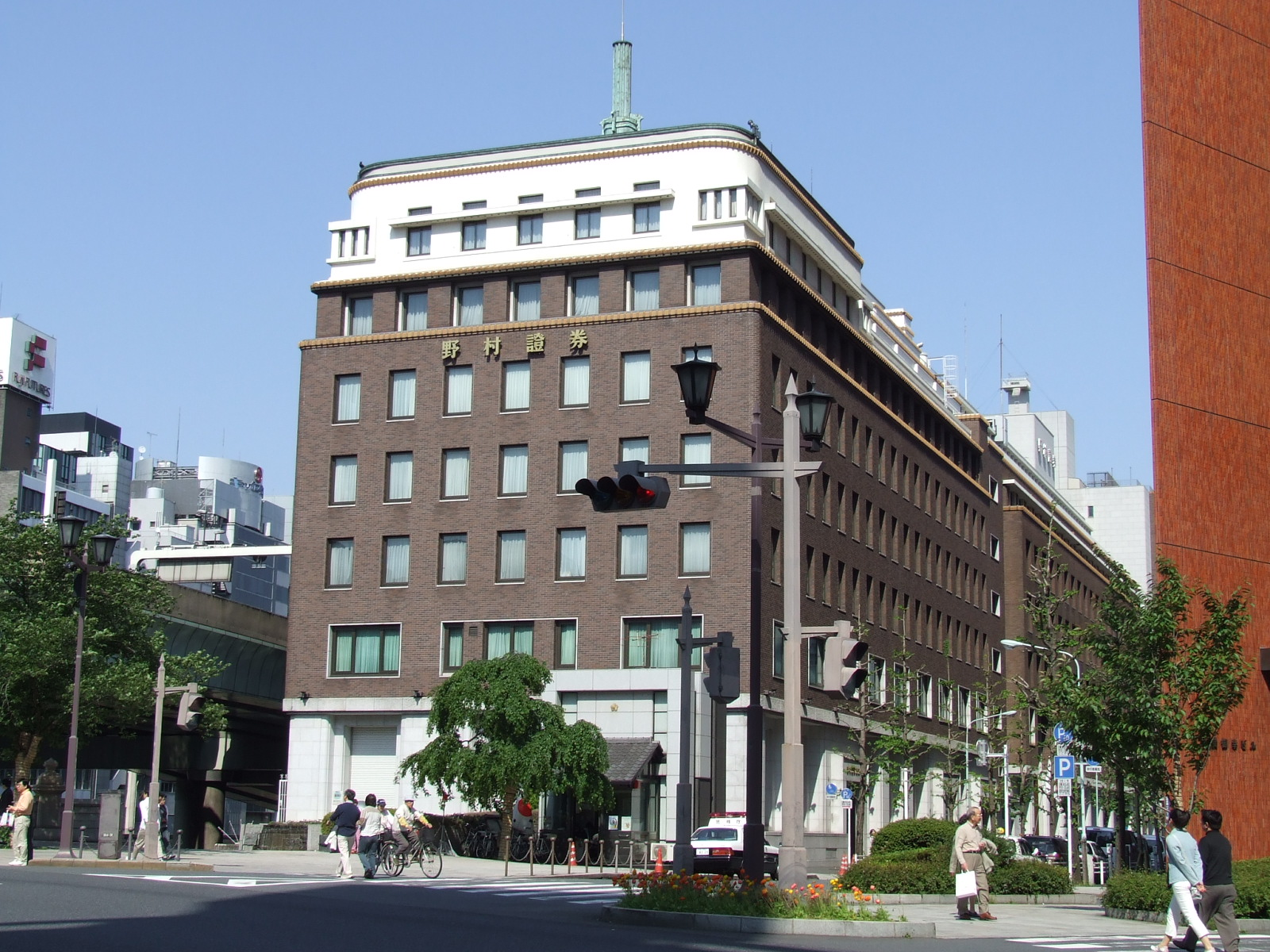

日本橋野村大廈（日语：日本橋野村ビルディング）是位於日本東京都中央區日本橋一丁目的一座建築，也是野村證券的總部。該建築竣工於1930年3月15日，在二戰後至1952年10月20日曾被GHQ接收。日本橋野村大廈由舊館、本館、別館三座建築構成。舊館是中央區指定有形文化財。

## 外部連結
- 日本橋野村ビル  （页面存档备份，存于） - 野村殖産